# Kelníky
Kelníky (en allemand : Kelnik) est une commune du district et de la région de Zlín, en République tchèque. Sa population s'élevait à 147 habitants en 2020.

## Géographie
Kelníky se trouve à 13 km au sud de Zlín, à 77 km à l'est-sud-est de Brno et à 256 km au sud-est de Prague.
La commune est limitée par Doubravy au nord-est, par Velký Ořechov à l'est, par Částkov au sud-ouest, par Svárov et Zlámanec à l'ouest.

## Histoire
La première mention écrite du village date de 1362.

## Transports
Par la route, Kelníky trouve à 15 km de Uherský Brod, à 19 km de Zlín, à 90 km de Brno et à 296 km de Prague.